# Cantón de Lezay
El cantón de Lezay era una división administrativa francesa, que estaba situada en el departamento de Deux-Sèvres y la región de Poitou-Charentes.

## Composición
El cantón estaba formado por diez comunas:
- Chenay
- Chey
- Lezay
- Messé
- Rom
- Saint-Coutant
- Sainte-Soline
- Sepvret
- Vançais
- Vanzay

## Supresión del cantón de Lezay
En aplicación del Decreto n.º 2014-176 de 18 de febrero de 2014, el cantón de Lezay fue suprimido el 22 de marzo de 2015 y sus 10 comunas pasaron a formar parte del nuevo cantón de Celles-sur-Belle.